# Bistorta tubistipulis
Bistorta tubistipulis är en slideväxtart som beskrevs av Miyam. & H.Ohba. Bistorta tubistipulis ingår i släktet ormrötter, och familjen slideväxter. Inga underarter finns listade i Catalogue of Life.